# 대구대공원
대구대공원은 대구광역시 수성구 삼덕동 일대에 조성 예정인 개발 사업이다.

## 개요
동물원 형식으로 개발될 예정이다.

## 연혁

### 2020년대
- 2024년 5월 8일 : 대구대공원 착공
- 2027년 : 대구대공원 완공